# FC 오르다바시
FC 오르다바시(카자흐어: Ордабасы Футбол Клубы)는 카자흐스탄 심켄트의 축구 클럽이다. 2000년 7월 지게르(Жігер)와 토미리스(Томирис)의 합병으로 도스티크(Достык)가 탄생했다. 2003년 오르다바시(Ордабасы)로 팀명을 바꿨다.

## 선수 명단

### 현역
참고: FIFA 자격 규정에 따라 소속된 국가대표팀 국기를 표시합니다. 선수는 복수의 FIFA 비회원국 국적을 가지고 있을 수 있습니다.
| 번호 | 포지션 | 국적       | 이름                |
| ---- | ------ | ---------- | ------------------- |
| 4    | DF     | 몰도바     | 빅토르 무드라크     |
| 8    | MF     | 카자흐스탄 | 아슈하트 타기베르겐 |

| 번호 | 포지션 | 국적       | 이름          |
| ---- | ------ | ---------- | ------------- |
| 77   | FW     | 나이지리아 | 카요데 샐리먼 |
| 98   | MF     | 카보베르데 | 주앙 파울리노 |

### 역대
틀:FC 오르다바시 선수 명단